# Mary Langford
Mary Ada Langford (Liverpool, 23 de novembre de 1894 – ?) va ser una nedadora anglesa que va competir a començaments del segle xx.
El 1912 va prendre part en els Jocs Olímpics d'Estocolm, on va disputar els 100 metres lliures del programa de natació. Fou eliminada en semifinals.